# Daniel Jackson

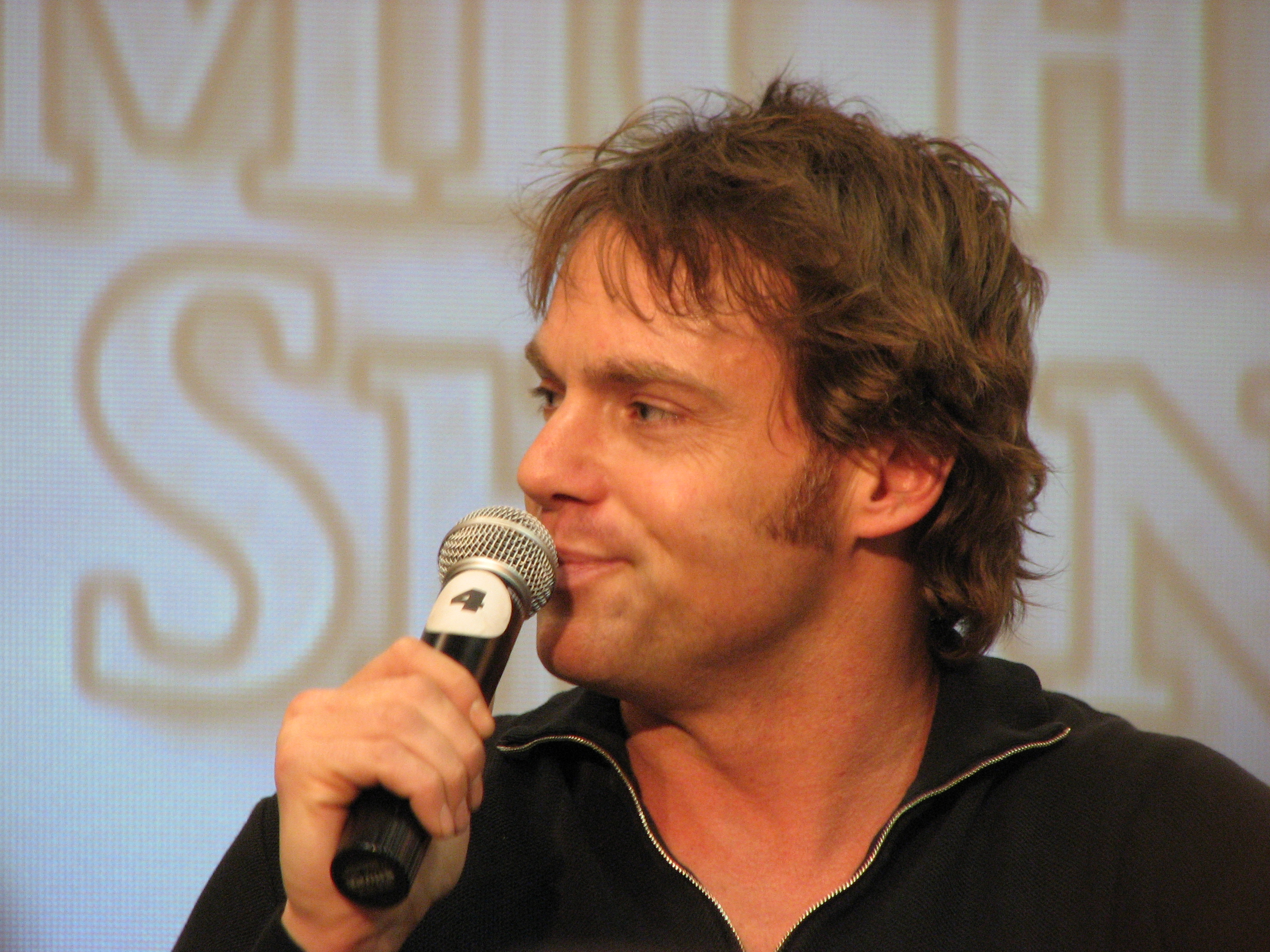
Michael Shanks

Daniel Jackson és un personatge de ficció de l'univers Stargate. En la pel·lícula el personatge és interpretat per James Spader, i en la sèrie per Michael Shanks.

## Història
El doctor Daniel Jackson era un egiptòleg, antropòleg i lingüista brillant que malgrat tot, no gaudia del reconeixement de la comunitat científica degut a les seves teories poc convencionals sobre l'antic Egipte.
Nascut el 8 de juliol de 1965, Daniel Jackson és l'únic fill viu de Melburn i Claire Jackson, arqueòlegs que van morir aixafats mentre supervisaven la col·locació d'una peça d'art egipci al Museu Metropolità d'Art. L'avi matern de Daniel i únic parent viu, Nick Ballard (interpretat per Jan Rubeš), era un reconegut arqueòleg neerlandès i estava massa ocupat per acollir l'orfe Jackson sota la seva protecció. Tot i que va ser ingressat en un centre d'acollida, Daniel va visitar el seu avi en un centre psiquiàtric fins que van discutir sobre el seu fracàs professional i Daniel va marxar. Daniel es va convertir en un arqueòleg i lingüista que parla 23 idiomes terrenals (a més de diversos extraterrestres); es mostra parlant com a mínim anglès, rus, alemany, castellà, xinès mandarí, egipci, goa'uld, antic i unas.
Jackson viatja llavors amb un equip, liderat per Jack O'Neill, a través del Stargate, i descobreixen que aquest condueix al planeta Abydos. En Daniel coneix, s'enamora i es casa amb una dona nativa, la Sha'uri (anomenada Sha're a la sèrie de televisió Stargate SG-1). Després de guanyar la batalla per alliberar els abydonians del Senyor del Sistema Ra, Daniel decideix no tornar a la Terra amb la resta de l'equip i, en canvi, viure la resta de la seva vida aprenent sobre la cultura i la història d'Abydos, amb una cultura basada en la de l'antic Egipte. Jack O'Neill menteix als seus superiors, dient que Daniel Jackson és mort.
A la sèrie de televisió Stargate SG-1, la vida de Daniel canvia quan la seva dona i el seu cunyat són segrestats i convertits en amfitrions dels Goa'uld. Daniel s'uneix a l'equip SG-1 amb l'esperança de rescatar-los. Daniel es retroba breument amb Sha're, que havia estat l'amfitriona de la reina Amonet d'Apophis, a "Secrets" de la segona temporada, quan ella controla temporalment el seu cos mentre està embarassada del fill d'Harcesis, Shifu. Poc després que Teal'c mati Sha're a " Forever in a Day " de la tercera temporada, Sha're dóna informació a Daniel per trobar el seu fill, reconfirma el seu amor per ell i li demana que perdoni Teal'c. Daniel continua formant part de l'equip i més tard salva el seu cunyat Skaara del Goa'uld Klorel a "Pretense" de la tercera temporada. A " Instint maternal " de la tercera temporada, Daniel descobreix el nen Harcesis en un altre planeta i el deixa sota la cura d'Oma Desala, un ésser de gran poder i saviesa. L'SG-1 es retroba amb en Shifu com un noi molt més gran a " Absolute Power " de la quarta temporada.
La seva sort va canviar quan les Forces Aèries dels Estats Units varen contactar amb ell perquè els ajudés a desxifrar els símbols que activaven una porta estel·lar descoberta a Guiza, Egipte l'any 1928. Gràcies a ell finalment es va poder activar l'Stargate, i degut als seus coneixements sobre els símbols va formar part de l'equip que va viatjar a Abydos, on juntament amb el coronel Jack O'Neill va aconseguir matar Ra i alliberar la població del planeta de la seva tirania. Allà va conèixer la que seria la seva futura dona, Sha're, i allà s'hi quedaria a viure amb ella durant un any aproximadament, fins que el coronel O'Neill i la capitana Samantha Carter van tornar per investigar la desaparició d'una militar de la base Stargate de la Terra.
És llavors quan la seva dona i Skaare, amic seu i d'en Jack, són raptats per Apophis per poder convertir-los en amfitrions de Goa'uld, el que fa que en Daniel s'uneixi a un nou equip, anomenat SG-1, format pel coronel, la capitana i en Teal'c, antic primat d'Apophis que els va salvar la vida i va jurar combatre els falsos déus.
En un principi la seva única motivació serà trobar la seva dona, posseïda per Amoneth, dona d'Apophis, però després de la seva mort continua formant part de l'equip per combatre l'amenaça dels Goa'uld i explorar altres planetes i cultures, la seva gran passió. Tot i ser un científic i no un militar, és un bon soldat i un membre vital de l'equip.
La seva relació amb la resta de membres de l'SG-1 és força bona, especialment amb Samantha Carter, amb qui manté una gran amistat, i amb en Teal'c, que el respecta per la seva intel·ligència i valors. La relació amb en Jack és més complicada degut a les seves personalitats oposades, i tot i que sovint s'enfronten pels seus diferents punts de vista, han conservat una bona amistat durant els anys.
Per la seva interpretació de Daniel Jackson, Michael Shanks va ser nominat a un premi Leo l'any 2000 a la "Millor actuació masculina en una sèrie dramàtica" per l'episodi "Forever in a Day". Després d'una victòria Leo el 2004 en la categoria "Sèrie dramàtica: Millor actuació principal masculina" per " Lifeboat ", Shanks va ser nominat a un Premi Leo el 2005 en la mateixa categoria per l'episodi " Threads ". Shanks va ser nominat a un Premi Saturn en la categoria "Millor actor secundari en televisió" el 2001, 2004 i 2005.